# Daguzi
Daguzi (azerbajdzjanska: Dağüzü) är en ort i Azerbajdzjan.   Den ligger i distriktet Jardymly, i den södra delen av landet, 220 km sydväst om huvudstaden Baku. Daguzi ligger 1 441 meter över havet och antalet invånare är 693.
Terrängen runt Daguzi är bergig. Närmaste större samhälle är Yardımlı, 7,7 km nordost om Daguzi. 
Omgivningarna runt Daguzi är en mosaik av jordbruksmark och naturlig växtlighet. Runt Daguzi är det ganska tätbefolkat, med 67 invånare per kvadratkilometer.